# Agalenocosa
Genre
Agalenocosa est un genre d'araignées aranéomorphes de la famille des Lycosidae.

## Distribution
Les espèces de ce genre se rencontrent en Amérique, en Océanie et en Asie du Sud.

## Liste des espèces
Selon World Spider Catalog (version 17.0, 29/03/2016) :
- Agalenocosa bryantae (Roewer, 1951)
- Agalenocosa chacoensis (Mello-Leitão, 1942)
- Agalenocosa denisi (Caporiacco, 1947)
- Agalenocosa fallax (L. Koch, 1877)
- Agalenocosa gamas Piacentini, 2014
- Agalenocosa gentilis Mello-Leitão, 1944
- Agalenocosa grismadoi Piacentini, 2014
- Agalenocosa helvola (C. L. Koch, 1847)
- Agalenocosa kolbei (Dahl, 1908)
- Agalenocosa luteonigra (Mello-Leitão, 1945)
- Agalenocosa melanotaenia (Mello-Leitão, 1941)
- Agalenocosa pickeli (Mello-Leitão, 1937)
- Agalenocosa pirity Piacentini, 2014
- Agalenocosa punctata Mello-Leitão, 1944
- Agalenocosa subinermis (Simon, 1897)
- Agalenocosa tricuspidata (Tullgren, 1905)
- Agalenocosa velox (Keyserling, 1891)
- Agalenocosa yaucensis (Petrunkevitch, 1929)

## Publication originale
- Mello-Leitão, 1944 : Arañas de la provincia de Buenos Aires. Revista del Museo de La Plata (N.S., Zoología), vol. 3, p. 311-393.